# Peresvět (1898)
Peresvět (rusky Пересвет) byl vedoucí loď stejnojmenné třídy bitevních lodí typu predreadnought postavených pro ruské carské námořnictvo v 90. letech 19. století. Po dokončení byl převeden do tichooceánského loďstva a od roku 1903 sídlil v Port Arthuru. Během rusko-japonské války v letech 1904–1905 se zúčastnil bitev u Port Arthuru a ve Žlutém moři, ve které byl vážně poškozen. Znovu byl poškozen během obležení Port Arthuru. Předtím, než se Rusové vzdali, byla loď potopena, načež ji Japonci vyzvedli a uvedli do provozu pod jménem Sagami (相 模).
Japonské císařské námořnictvo ji částečně přezbrojilo a v roce 1912 byla Sagami překlasifikována jako loď pobřežní obrany. V roce 1916 ji Japonci prodali zpět Rusům, kteří byli od začátku první světové války jejich spojenci. Na cestě do Bílého moře u egyptského Port Saidu počátkem roku 1917 najela na miny položené německou ponorkou a potopila se.